# Westhausen (Gotha)
Pour les articles homonymes, voir Westhausen.
Westhausen est une ancienne commune allemande de l'arrondissement de Gotha en Thuringe, faisant partie de la communauté d'administration Mittleres Nessetal.

## Géographie

Situation de la commune (en rouge) dans l'arrondissement de Gotha

Westhausen est située au nord de l'arrondissement, à la limite avec l'arrondissement d'Unstrut-Hainich, dans le bassin de Thuringe, sur la rive droite de la Nesse à 8 km au nord-est de Gotha, le chef-lieu de l'arrondissement.
Westhausen appartient à la communauté d'administration Mittleres Nessetal (Verwaltungsgemeinschaft Mittleres Nessetal).
Communes limitrophes (en commençant par le nord et dans le sens des aiguilles d'une montre) : Bad Langensalza, Ballstädt, Bufleben, Warza et Hochheim.

## Histoire
La première mention du village de Westhausen date de 974.
Westhausen a fait partie du duché de Saxe-Cobourg-Gotha (cercle de Gotha).
En 1922, après la création du land de Thuringe, Westhausen est intégrée au nouvel arrondissement de Gotha avant de rejoindre le district d'Erfurt en 1949 pendant la période de la République démocratique allemande jusqu'en 1990.

## Démographie
| 1910 | 1933 | 1939 | 1995 | 2000 | 2005 | 2010 |
| ---- | ---- | ---- | ---- | ---- | ---- | ---- |
| 379  | 411  | 423  | 469  | 507  | 550  | 527  |

## Communications
La commune est traversée par la route nationale B247 Gotha-Bad Langensalza. La route K7 rejoint à l'ouest Hochheim et la route l 2124 Ballstädt au nord-est.

## Jumelage
- Oelsberg (Allemagne) dans l'arrondissement de Rhin-Lahn en Rhénanie-Palatinat